# Grigore Man
Grigore Man (n. 12 aprilie 1941, Târlișua, județul Bistrița-Năsăud – d. 3 februarie 2012, Suciu de Sus, județul Maramureș) a fost un om de cultură și scriitor român, director al Muzeului Județean de Istorie Maramureș (2002-2006).
Grigore Man a făcut școala generală în localitatea Zagra după care a urmat cursurile Liceului "George Coșbuc" din Năsăud. Bacalaureatul l-a susținut în Gherla la Liceul „Petru Maior”.
În anul 1963 a devenit profesor după absolvirea Facultății de Literatura Română din Cadrul Universității București. Până în anul 1973, Grigore Man a fost directorul Școlii Generale din Tăuții de Sus, după care a ocupat postul de profesor și director educativ la Grupul Școlar Auto din Baia Sprie.
Din anul 1990 a fost inspector școlar în cadrul ISJ Maramureș, după care inspector general. În anul 1996, Grigore Man a absolvit specialitatea management educațional la Academia Dillingen din Germania. Din anul 2001, pentru o perioadă de șase ani a fost directorul general al Muzeului Județean de Istorie Maramureș.
Pasiunea pentru scris a avut-o încă din adolescență, dar prima carte a publicat-o abia în anul 2005: "Simboluri sacre și profane". Alte cărți publicate de Grigore Man sunt "Biserici de lemn din Maramureș", Proema - 2005, "Săpânța", Proema, anul 2006 și " Litiera cu muze", Eurotip în 2010.
Scriitorul Grigore Man s-a stins din viață pe 3 februarie 2012 în urma unei explozii la centrala cu lemne a casei din localitatea maramureșeană Suciu de Sus, județul Maramureș.